# Tobias Sammet
Tobias Sammet (Fulda, 21 novembre 1977) è un cantante tedesco, polistrumentista e frontman del gruppo power metal tedesco Edguy, nonché ideatore del supergruppo Avantasia.

## Biografia
Tobias coltiva interesse per la musica fin dall'infanzia, quando ricevette un organo, che iniziò a suonare all'età di 6 anni. A 10 anni conobbe Jens Ludwig. Insieme a lui, Dirk Sauer e Dominik Storch, fondò gli Edguy.
La sua impostazione canora deve molto ai cantanti ai quali si ispira: Michael Kiske, Paul Stanley, Bon Scott, André Matos, Biff Byford, Klaus Meine e Bruce Dickinson sopra agli altri. Tobias, inoltre, non ha mai nascosto il suo amore per band quali Deep Purple, AC/DC, Queen, Iron Maiden, Helloween e Scorpions.
Con gli Edguy Sammet mosse i primi passi in ambito professionale, raggiungendo ben presto la notorietà nell’ambiente metal dopo la pubblicazione di alcuni dischi entrati in classifica in tutto il mondo, seguiti sempre da tour mondiali.
Successivamente fondò il progetto Avantasia, una metal opera corale condivisa con molti cantanti celebri del settore metal, e pubblicò un doppio concept album dal titolo "The Metal Opera".
Inizialmente nato come un progetto in studio insostenibile in veste live, Sammet ha invece rilanciato nuovamente Avantasia nel 2008 con il disco The Scarecrow, e da allora ha prodotto regolarmente dischi e tour come una vera e propria band a tutti gli effetti.
Il vero punto di svolta per il progetto accade quando gli viene offerto lo slot serale sul palco del Wacken Open Air nel 2008, proprio con gli Avantasia. Da allora Sammet ha messo in scena il suo side project come una vera big band metal, e ha regolarmente visitato il Nord e il Sud America, l'Asia e l'Europa.
Compare inoltre come ospite nell'album di Rob Rock Holy Hell, nell'opera metal Aina e nell'album New Era dei Revolution Renaissance, dell’amico e collega Timo Tolkki, e nella canzone Lost on the Road to Eternity, della band inglese Magnum del 2018, dopo numerose partecipazioni del cantante di quest'ultima, Bob Catley al progetto Avantasia.

## Curiosità
Nel 2011, i lettori del Japanese Burrn Magazine lo hanno classificato come miglior autore dopo aver pubblicato in contemporanea il doppio concept album The Wicked Symphony e Angel of Babylon. A questa pubblicazione collaborano i nomi più in voga del momento: Jørn Lande, Russell Allen, Eric Singer, Jon Oliva, Michael Kiske, Andre Matos, Bob Catley, Tim “Ripper” Owens e molti altri. I due dischi contengono ben 21 canzoni scritte tutte da Tobias.
Durante un concerto con la sua band Edguy al Bang Your Head Festival nel 2012, Sammet è caduto dal palco rompendosi il naso e diverse costole. Nonostante queste ferite, ha cantato l'intera scaletta prevista prima di essere ricoverato in ospedale.
Tobias Sammet ha venduto più di tre milioni di dischi, ha partecipato a 12 tour mondiali in più di 40 paesi, ha ottenuto dei buoni piazzamenti in classifica in tutti gli stati del mondo e ha suonato in tutti i principali festival (inclusi 10 spettacoli al Wacken Open Air).
Attualmente i suoi due progetti, Avantasia e Edguy, sono vivi e vegeti; Tobias alterna sempre le due produzioni sia in veste live che in studio.
È un tifoso del Bayern Monaco.

## Discografia

### Edguy

#### Demo
- 1994 - Evil Minded
- 1994 - Children of Steel

#### Album studio
- 1995 - Savage Poetry
- 1997 - Kingdom of Madness
- 1998 - Vain Glory Opera
- 1999 - Theater of Salvation
- 2000 - The Savage Poetry (riedizione di Savage Poetry)
- 2001 - Mandrake
- 2004 - Hellfire Club
- 2006 - Rocket Ride
- 2008 - Tinnitus Sanctus
- 2011 - Age of the Joker
- 2014 - Space Police - Defenders of the Crown

#### Live
- 2003 - Burning Down the Opera
- 2009 - Fucking with Fire: Live

#### Raccolte
- 2004 - Hall of Flames (greatest hits)
- 2017 - Monuments

#### EP
- 2004 - King of Fools
- 2005 - Superheroes

#### Singoli
- 2004 - Lavatory Love Machine

#### DVD
- 2005 - Superheroes

### Avantasia
- 2000 - Avantasia (EP)
- 2001 - The Metal Opera - Part I
- 2002 - The Metal Opera - Part II
- 2007 - Lost in Space (Part I)
- 2007 - Lost in Space (Part II)
- 2008 - The Scarecrow
- 2010 - The Wicked Symphony
- 2010 - Angel of Babylon
- 2011 - The Flying Opera
- 2013 - The Mystery of Time
- 2016 - Ghostlights
- 2019 - More Moonglow (EP)
- 2019 - Moonglow
- 2022 - A paranormal Evening with the Moonflower Society
- 2025 - Here Be Dragons

### Revolution Renaissance
- 2008 - New Era
- 2009 - Age of Aquarius

### Aina
- 2003 - Days of Rising Doom

### Partecipazioni e collaborazioni
- Rhapsody of Fire – Rain of a Thousand Flames – 2001
- Shaaman – Ritual – "Pride" – 2002
- Freedom Call - Eternity - 2002
- Aina – Days of Rising Doom – "Flight of Torek" – 2003
- Rob Rock – Holy Hell – "Move On" – 2005
- Ayreon – Elected – "Elected" – 2008
- Revolution Renaissance – New Era – 2008
- Oliver Hartmann – 3 – "Brothers" – 2009
- Bruce Kulick – BK3 – "I'm the Animal" – 2010
- H.E.A.T – Freedom Rock – "Black Night" – 2010
- Hansen & Friends - XXX - Three Decades in Metal – "Making Headlines", "Stranger In Time" – 2016
- Ayreon - The Source - 2017
- Magnum - Lost on the Road to Eternity - "Lost on the Road to Eternity" - 2018